# الفيلق الثالث الغالي
الفيلق الثالث الغالي هو فيلق روماني في الجيش الإمبراطوري الروماني. اتخذ الفيلق سمته الغالي نظرًا لأنه تشكّل في بداياته من قدامى المحاربين الذين كانوا ضمن الفيالق التي حاربت في بلاد الغال تحت إمرة يوليوس قيصر، واتخذ من كوكبة الثور رمزًا له، وهو الرمز الخاص بقيصر. تمركز الفيلق في معظم فترته في رافينيا وسوريا الرومانية، واستقر في مصر في بداية القرن الرابع الميلادي.

## وصلات خارجية
- livius.org account of Legio III Gallica نسخة محفوظة 2015-04-19 على موقع واي باك مشين.